# Tysk-polske ikke-angrebspagt
Den tysk-polske ikke-angrebspagt (tysk: Deutsch-polnischer Nichtangriffspakt; polsk: Polsko-niemiecki pakt o nieagresji) var en traktat mellem Tyskland og Polen, som blev underskrevet den 26. januar 1934. I traktaten forpligtede begge parter sig til at løse deres indbyrdes problemer ved bilaterale forhandlinger og undlade væbnet konflikt i ti år. Traktaten betød i praksis en normalisering af forholdet mellem Polen og Tyskland, som tidligere havde været anstrengt som følge af grænsekonflikter, der havde sit udspring i Versaillestraktaten. Traktaten betød at Tyskland i praksis anerkendte Polens grænser og tog skridt til at afslutte en ødelæggende toldkrig, som havde raset mellem de to lande i det foregående årti.
Et af de mest kommenterede af Józef Piłsudskis udenrigspolitiske initiativer var det forslag han efter sigende stillede Frankrig om at erklære krig mod Tyskland efter at Hitler var kommet til magten i januar 1933. Nogle historikere skriver, at Piłsudski muligvis forhørte sig ved Frankrig om muligheden for en fælles militær aktion mod Tyskland, som åbent havde genoprustet i strid med Versaillestraktaten. Frankrigs afvisning kan have været en af årsagerne til at Polen underskrev den tysk-polske ikke-angrebspagt i januar 1934. Argumentet om at Piłsudski var blevet påtvunget den tysk-polske ikke-angrebspagt af den franske afvisning af en forebyggende krig er blevet diskuteret af historikere, som påpeger at der ikke spor i hverken de franske eller de polske arkiver, som antyder at et sådant forslag nogensinde blev stillet. De anfører, at da der i slutningen af oktober 1933 fremkom rygter i Paris om at et polsk forslag om en forebyggende krig var blevet fremsendt til Belgien og Frankrig og at disse rygter stammede fra den polske ambassade, som havde informeret journalister, men på dette tidspunkt var Polen og Tyskland allerede i gang med hemmelige forhandlinger. Det er blevet hævdet, at Piłsudski havde fået den polske ambassade til at sprede rygter om en forebyggende krig som en måde at lægge pres på tyskerne, som krævede, at Polen opgav sin alliance med Frankrig fra 1921. Rent faktisk kom den polsk-franske traktat til specifikt at undtage denne traktat.
Det blev sagt, at årsagen til at Piłsudskis søgte en ikke-angrebspagt med Tyskland, var hans bekymring over den franske Maginotlinje. Indtil 1929 havde de franske krigsplaner i tilfælde af en krig med Tyskland rummet en fransk offensiv ind i den nordtyske slette samtidig med polske og tjekkoslovakiske offensiver. Etableringen af Maginotlinjen begyndte i 1929 og signalerede, at den franske hær i tilfælde af krig ville forholde sig helt og aldeles defensivt, og at Frankrigs østlige allierede var overladt til sig selv.  Set fra Piłsudskis synspunkt, og under indtryk af Frankrigs militære planer, var en ikke-angrebspagt med Tyskland det bedste alternativ for Polen.
Józef Piłsudski brugte Adolf Hitlers overtagelse af magten og international isolation af Tysklands nye regime som anledning til at formindske risikoen for, at Polen ville blive det første offer for tysk aggression eller offer for en aftale mellem Stormagterne (især Firemagtsaftalen). Tysklands nye magthavere lod til at afvige fra den traditionelle preussiske anti-polske linje. Piłsudski anså den nye kansler for at være mindre farlig end hans forgængere siden Gustav Stresemann, og anså Sovjetunionen for at være den største trussel mod Polen, og dette i en grad så han var modstander af franske og tjekkoslovakiske forsøg på at inddrage Sovjetunionen i en fælles front mod Nazityskland.
I traktatteksten insisterede polakkerne på at få indføjet, at denne ikke ophævede nogen tidligere internationale aftaler, især ikke den fransk-polske militæralliance. Ved at løse Polens uenigheder med Tyskland bilateralt betød traktaten imidlertid, at Frankrigs diplomatiske stilling overfor Tyskland blev svækket.
For at afkræfte enhver frygt for at optøningen af forholdet mellem Polen og dens vestlige nabo var alt andet end fredelig, fornyede Polen den 5. maj 1934 den polsk-sovjetiske ikke-angrebspagt, som først var blevet indgået den 25. juli 1932.
Som følge af traktaten havde Polen et fredeligt forhold til Tyskland i de følgende fem år samtidig med at det havde et godt forhold til Frankrig og Storbritannien. Traktaten førte måske også til, at man ikke lagde så stor vægt på svækkelsen af Folkeforbundet og ikke lagde tilstrækkelig vægt på de franske forslag om kollektiv sikkerhed, som fremkom i begyndelsen af 1930'erne
Den polsk-tysk ikke-angrebspagt fra 1934, som snart blev fulgt af en handelsaftale med Tyskland, siges at have givet Tyskland ro på østgrænsen og givet Hitler tid til oprustning. Fem år senere invaderede han med held Polen. Mens Piłsudski generelt var mistroisk over for de tyske hensigter, anså han det forhold, at Hitler var østriger og ikke preusser, som en formildende faktor, og udtalte, at han foretrak at se ham ved magten så længe som muligt.
 Traktaten er blevet set som et eksempel på politisk svaghed, som resultat af Piłsudskis sygdom og er blevet sammenlignet med det manglende lederskab, som blev udvist af Neville Chamberlain og Paul von Hindenburg.
Den tyske udenrigspolitik ændredes drastisk i slutningen af 1938 efter at indlemmelsen af Sudeterlandet beseglede Tjekkoslovakiets skæbne, og Polen blev Hitlers næste offer. I oktober 1938 foreslog den tyske udenrigsminister Joachim von Ribbentrop en fornyelse af ikke-angrebspagten til gengæld for at fristaden Danzig (Gdańsk) blev annekteret, og at Tyskland fik tilladelse til at bygge en ekstraterritorial motorvej og jernbane mellem Østpreussen og Tyskland gennem den polske korridor. Polen afviste disse krav. Som følge heraf blev ikke-angrebspagten ensidigt ophævet af Adolf Hitler den 28. april 1939, i en tale til rigsdagen, hvor Tyskland fornyede sine territoriale krav overfor Polen. Efter nogle få måneder med stigende spænding kom invasionen af Polen, som blev starten på 2. verdenskrig.

## Eksterne kilder
- Traktatteksten Arkiveret 17. maj 2008 hos  Wayback Machine (polsk)
- Traktatteksten (engelsk)
- Tekst om polsk udenrigspolitik (tjekkisk)